# Ifeanyi Udeze
Ifeanyi Udeze (Lagos, 21 luglio 1980) è un ex calciatore nigeriano, di ruolo difensore.